# برميل البيرة المعتق

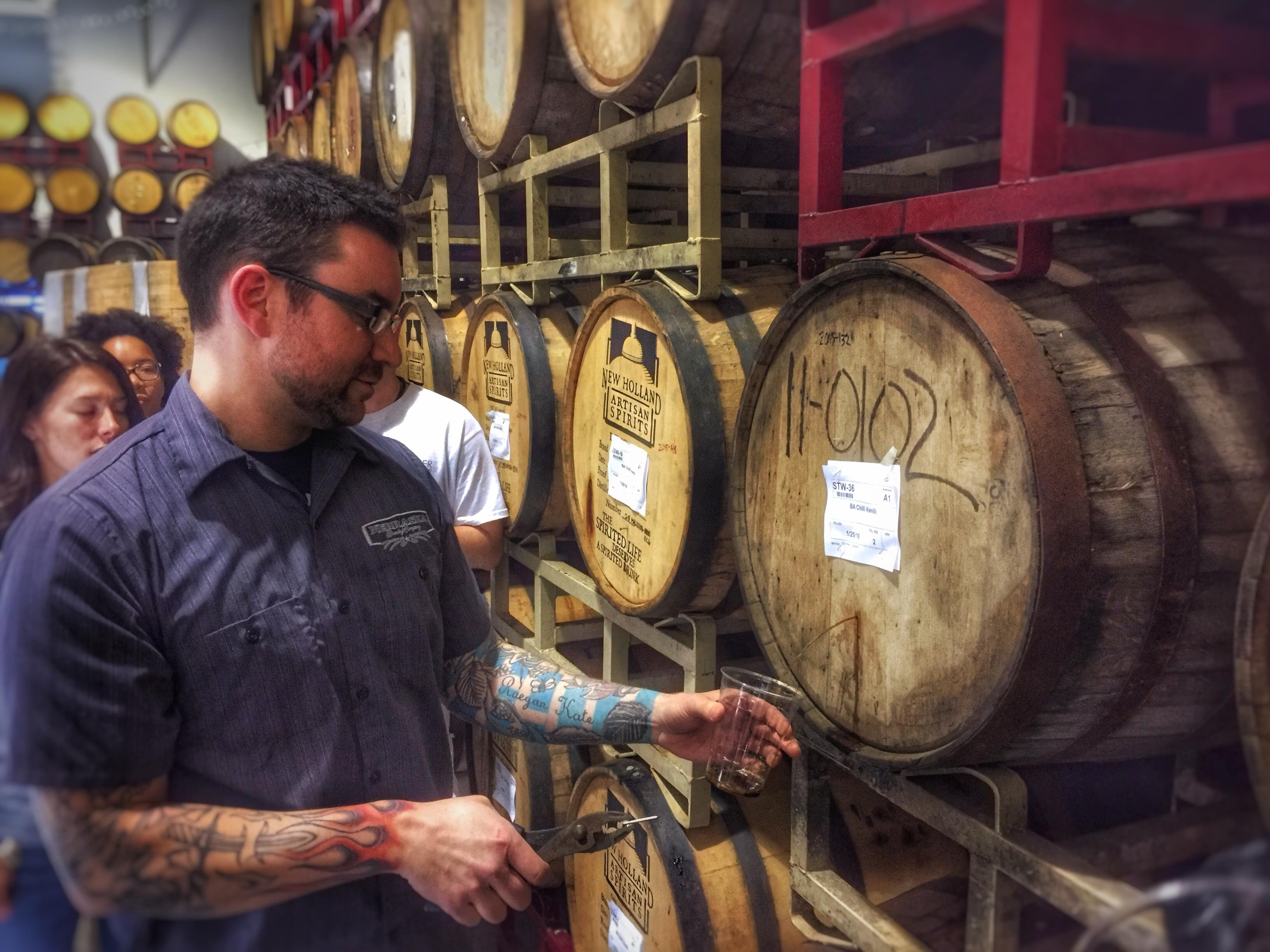
صانع البيرة أثناء العمل في شركة نبراسكا بروينغ، الولايات المتحدة

هي بيرة عتقت لفترة من الزمن في برميل خشبي. عادةً، تحوي هذه البراميل بوربون، وويسكي، ونبيذ، وبدرجة أقل براندي، وشيري، وبورت. هناك تقليد خاص لتعتيق براميل البيرة في بلجيكا، وبشكل خاص بيرة لامبيك. أنتج أول بوربون معتق في أوائل التسعينيات في الولايات المتحدة. تعتق البيرة في البراميل لتحقيق تأثيرات متنوعة منها الحصول على نكهات من الخشب (من العفص واللاكتون) أو من مكونات سابقة حواها البرميل، أو لضمان حدوث عملية تخمير عن طريق نوع خاص من الخميرة. يبقى خشب البلوط هو المفضل، لكن الأنواع الأخرى من الخشب تُعد صالحة للاستخدام أيضًا. فقد استُخدمت الكستناء، وخشب الرماد، والحور، والأكاسيا، والسرون، والأحمر، والصنوبر، وحتى الأوكالبتوس في براميل البيرة المعتقة مع درجات متفاوتة من النجاح.
تختلف النكهات المنقولة من براميل خشب البلوط اعتمادًا على نوعه، وكيف يعامل هذا الخشب. قد تستخدم براميل جديدة من خشب البلوط للبيرة المعتقة، لكن استخدامها غير شائع لارتفاع الكلفة. يضيف استخدام خشب البلوط الجديد بعض النكهات هي الخشب، والفانيلا، والشبث، والتوابل، وطعمًا كالخبز المحمص.

## تاريخ
خمرت بيرة لامبيك في وادي سيني وباجوتنلاند منذ القرن الثالث عشر. إذ وجد على الأقل 300 صانع لبيرة لامبيك في المنطقة في القرن العشرين في كل من بروكسل والريف. يعد تيمرمان من أقدم معامل صنع البيرة، إذ يعود تاريخها لعام 1702، ويعتقد أن الجوز وهو نوع مشتق من بيرة لامبيك قد أنتج في السنة ذاتها.
بدأ يوجين رودنباخ بتخمير بيرة فلاندرز ريد في القرن التاسع عشر بعد أن تعلم في إنجلترا كيفية تعتيق البيرة في براميل من خشب البلوط. تحوي بيرة رودنباخ التقليدية على خليط من البيرة الخضراء (بيرة تخمر لأسبوعين وتكون غير صالحة للشرب بسبب طعمها السيئ) مع بيرة عتقت لسنتين في خشب البلوط، بينما تحوي بيرة رودنباخ المعتقة على بيرة معتقة لسنتين في برميل خاص يدعى فودر. تُعد عود بروين طريقة بلجيكية أخرى لصنع البيرة لكنها لا تتضمن عملية التعتيق في برميل عادة، رغم أن هناك العديد من الأمثلة في بلجيكا وأمريكا الشمالية.
استغلت البيرة المدخنة الموجودة في براميل حانة شلينكيرلا في مدينة بامبرغ الألمانية منذ القرن الخامس عشر. تعتبر البيرة القوية لحانة غرين كينغ في سافولك مثالًا لبيرة ريفية في القرن الثامن عشر. إذ تحضر من بيرة (old 5X)، والتي تعتق لسنتين في براميل من خشب البلوط. إذ كانت الأحواض الكبيرة من خشب البلوط فيما مضى معيارًا لتخمير وتخزين البيرة في إنجلترا، لكن ساءت سمعتها بعد انفجار أحد هذه الأحواض ما أسفر عن قتل ثمانية أشخاص في لندن عام 1814. قامت شركة التخمير المعروفة باسم بلانتين بتعتيق البيرة في أحواض خشبية لسنة. كانت الأحواض في البداية مصنوعة من خشب البلوط لكن تغيرت فيما بعد إلى خشب السبرس. وصف الكاتب في مجال البيرة مايكل جاكسون في القرن العشرين شركة بلانتين آي بي أي «مميزة بشكل رائع، بيرة أمريكية بارزة وفريدة من نوعها في إخلاصها لتقاليد بيرة الاستعمار في الساحل الشرقي».
أنتجت بعض مصانع البيرة في فترة تصنيع البيرة بشكل حرفي براميل البيرة المعتقة حصرًا، وبشكل خاص شركة كانتيلون المنتجة لبيرة لامبيك البلجيكية وشركة البرميل النادر المنتجة للبيرة الحامضية. فضلًا عن شركات أخرى متخصصة في إنتاج براميل البيرة المعتقة مثل بوجالا (Põhjala) والتي ركزت على باتليك بورتر (Baltic porters) وطريقة مصنع جستر كينغ التقليدية في صنع الشمبانيا. تدير الشركة العالمية المصنعة للجعة ميكيلر مؤسسة لصنع براميل خاصة من البيرة المعتقة في مرفأ سفن قديم في كوبنغاهن في الدنمارك. كتبت مجلة صناعة البيرة وتخميرها عام 2016 «أصبحت براميل البيرة المعتقة شائعة لدرجة أن كل حانة ومحل لبيع البيرة لديه قسم خاص بها». كتبت مجلة الغذاء والنبيذ عام 2018: «لم تصبح العملية التي كانت فيما سبق خاصة شائعة فقط بل انتشرت في كل مكان».